# Carmen Andrés (actriz)
Carmen Andrés (Madrid, 7 de mayo de 1886-Madrid, 20 de diciembre de 1959) fue una vedette de revista y zarzuela y actriz española.

## Biografía
Debutó en el teatro a la edad de catorce años, de la mano del maestro Calleja, que la incluyó en el coro del Teatro Martín (Madrid). En 1903 trabajó con la compañía de teatro de Pepe Ontiveros en el teatro Cómico; también en el teatro Eslava y el teatro Apolo donde formó parte de la compañía de Chicote y Vila (1913-1914).

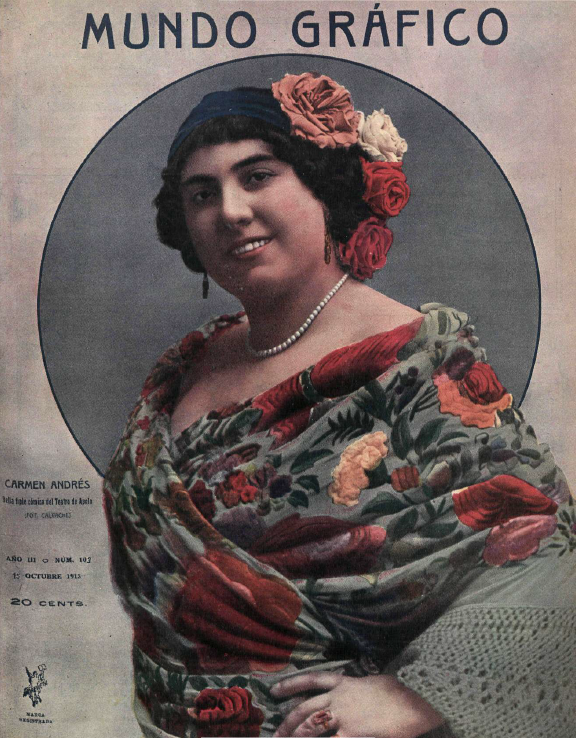
En Mundo Gráfico (1913)

Durante sus comienzos consigue el éxito en las famosas temporadas del teatro Cómico acompañando a Amparo Taberner y las hermanas Calvo en 1903 y volvió en 1905 al mismo coliseo estrenando La taza de té de Vicente Lleó Balbastre, o las del mítico Eslava de la mano de Vicente Lleó Balbastre y Antonio Paso y Cano con los estrenos de las obras La alegre trompetería, La corte de Faraón, o la opereta La república del amor, El arte de ser bonita de Jerónimo Giménez y Amadeo Vives, Las granadinas, La corte de los casados, El ratón de Rafael Calleja o El que paga descansa y otras de repertorio como La costa azul, El país de las hadas de Rafael Calleja.
Estrenó el famoso «¡Ay, ba!» de La corte de Faraón en 1910, consiguiendo un enorme éxito en su carrera.
Aparece nuevamente en escena en los años veinte convertida en característica estrenando Don Quintín el amargao de Jacinto Guerrero. Otras obras de esa época fueron Encarna la misterio de Reveriano Soutullo y La cursilona 1930 de Eduardo Fuentes Oejo. En el año 1934 se va contratada como actriz de carácter, a Buenos Aires con la Compañía Leon-Perales, pasa trabajando en América diez años, haciendo cine y teatro y vuelve a España en 1944. Se incorpora a la Compañía de Zarzuela “Los Ases Líricos”, trabajando como gran figura artística. En el año 1953, debido a una sordera progresiva que la imposibilita actuar, sus hijos recomiendan su retirada de los escenarios.